# Дунцова, Екатерина Сергеевна
Екатери́на Серге́евна Дунцо́ва (род. 24 апреля 1983, Красноярск) — российский политический и общественный деятель, а также журналист и юрист. В 2019—2022 годах являлась депутатом городской думы в городе Ржев Тверской области. В 2023 году вела резонанскую политическую кампанию перед президентскими выборами 2024 года, в рамках которой выступила против действующего российского президента Владимира Путина, войны с Украиной и за освобождение российских политзаключённых. Дунцовой было отказано в регистрации в качестве кандидата. Позднее Дунцова занималась попытками создать собственную политическую партию «Рассвет» и организовывать протесты против блокировок интернета.

## Биография
Родилась 24 апреля 1983 года в Красноярске. В 1995 году переехала в Ржев Тверской области, где окончила среднюю школу. Имеет два высших образования: юридическое и в области телевизионной журналистики.
В 2003 году около года работала в Ржевской городской телекомпании, затем много лет возглавляла школьную телестудию и собственный проект, создающий вместе с мужем независимую телекомпанию «РиТ», которая была закрыта в 2022 году. В телекомпании она освещала проблемы муниципального уровня.
В 2009 году Дунцова собрала более 4000 подписей против отмены выборов мэра Ржева. Летом 2017 года участвовала в инициативной группе, собиравшей подписи за возвращение прямых выборов мэра Ржева. Из 3000 подписей, необходимых для рассмотрения законодательной инициативы граждан в Законодательном собрании Тверской области, достоверными признали 2995. С 2019 по 2022 год являлась депутатом Ржевской городской думы Тверской области.
По состоянию на 2023 год Дунцова работала журналисткой и координировала работу волонтёрского поисково-спасательного отряда в Ржеве.

### Дальнейшая биография
14 января 2024 года Екатерина Дунцова объявила о создании политической партии «Рассвет». 18 января инициативная группа уведомила Минюст о своём намерении создать политическую партию «Рассвет» и подали для этого все необходимые документы. Команда готовится к проведению учредительного съезда партии. Будущая партия выступила в поддержку Бориса Надеждина и призвала помочь политику собрать подписи за выдвижение на пост президента. Основные тезисы партии: «Это мирная повестка, это демократические реформы. Отмена ряда законов, которые нарушают права граждан, и, в частности, закона об иноагентстве. Развитие местного самоуправления и возвращение доверия к институтам власти». Организационный комитет объявил о проведении учредительного съезда политической партии «Рассвет» 1 мая 2024 г. в АО «УМЦ „Голицыно“».
31 мая 2024 года Министерство юстиции Российской Федерации внесло Дунцову в реестр «иностранных агентов».

## Семья
Имеет троих детей. С бывшим супругом они расстались в 2021 году.